# V odno prekrasnoe detstvo
V odno prekrasnoe detstvo (В одно прекрасное детство) è un film del 1979 diretto da Jakov Aleksandrovič Segel'.

## Trama
Il film racconta un giorno fantastico della lontana e meravigliosa infanzia di nonno Petya, quando ha visitato il circo, sul campo d'aviazione, ha volato lui stesso, ha vissuto molte cose interessanti e insolite. Il nonno ha condiviso le sue impressioni di questa giornata con il nipote di cinque anni Petya nel giorno del suo compleanno.